# Cheirogaleus minusculus
Cheirogaleus minusculus (Макі ) — вид лемуровидих мадагаскарських приматів.

## Опис
Колір шерсті дуже схожий на Cheirogaleus ravus: сіро-коричневий з відтінком чорної смуги на спині, білі лапи, а також кінчик хвоста. Вуха і кола навколо очей чорношкірі.

## Поширення
В даний час цей вид відомий тільки з типового місцезнаходження, Амбросірта, в центрально-східному Мадагаскарі. Цей вид мешкає в східних фрагментах тропічних лісів. Веде нічний і деревний спосіб життя. Інформація про його екологію та поведінку ускладнюється таксономічною плутаниною з союзними формами Cheirogaleus в східних лісах.

## Загрози та охорона
Цей вид знаходиться під загрозою втрати і деградації середовища проживання. Не відомий в будь-яких охоронних територіях, здається, має обмежений діапазон поширення. Вид не тримають в полоні.